# Hypocrea manuka
Hypocrea manuka är en svampart som beskrevs av Dingley 1952. Hypocrea manuka ingår i släktet svampdynor och familjen Hypocreaceae.   Inga underarter finns listade i Catalogue of Life.